# Axonopus senescens
Axonopus senescens är en gräsart som först beskrevs av Johann es Christoph Christian Döll, och fick sitt nu gällande namn av Johannes Jan Theodoor Henrard. Axonopus senescens ingår i släktet Axonopus och familjen gräs. Inga underarter finns listade i Catalogue of Life.